# Canal du taux d'intérêt
Le canal du taux d'intérêt est un des canaux de transmission par lesquels une politique monétaire se répercute dans l'économie réelle. Le canal du taux d'intérêt est tel qu'un changement des taux d'intérêt décidé par la banque centrale modifie le coût des emprunts bancaires et ainsi stimule ou freine la consommation et l'investissement.
Le canal du taux d'intérêt crée principalement trois effets : celui de substitution, de revenu, et de richesse. Cette politique monétaire conventionnelle influe sur le taux d'intérêt nominal à court terme qui se répercute sur le taux à long terme.

## Concept
La banque centrale contrôle les taux d'intérêt nominaux à court terme grâce à ses taux directeurs. Toutefois, l'économie mondiale est principalement affectée par les taux d'intérêt réels à long terme, qui sont décidés par les banques lorsqu'elles créent du crédit sur la base d'une extrapolation du taux de court terme et de l'évolution de l'activité économique.
Le canal du taux d'intérêt est un des canaux par lesquels la modulation des taux directeurs par la banque centrale se répercute dans l'économie. Un changement de taux d'intérêt décidé par l'autorité monétaire affecte en effet divers taux d'intérêt pratiqués au sein de l'économie, dont notamment celui pratiqué par les banques. En augmentant le taux d'intérêt nominal de court terme, cela décale à la hausse la courbe des taux d'intérêt et affecte ainsi les taux de long terme sur lesquels les agents économiques prennent souvent leurs décisions.
A contrario, une baisse du taux d'intérêt nominal à court terme provoque une chute du taux d'intérêt nominal de long terme, qui réduit le coût que l'emprunteur, l'entrepreneur ou le ménage doit payer pour emprunter de l'argent. Aussi, cela réduit la rémunération des dépôts. Cette baisse encourage par conséquent les  dépenses des ménages en biens durables ainsi que les investissements des sociétés. Cette hausse des investissements et des achats de biens durables augmente le niveau de la demande globale et de l'emploi.
Ce mécanisme de transmission est caractérisé par le diagramme de l'expansion monétaire : M↑ ⇒ ir↓ ⇒ I↑ ⇒ Y↑, où M↑ représente une politique monétaire expansionniste, conduisant à une diminution du taux d'intérêt réel (ir↓), ce qui diminue le coût du capital. Cela provoque une hausse des dépenses d'investissement et  des dépenses de consommation durables I↑, ce qui conduit à une augmentation de la demande globale et une augmentation de la production Y↑.
Le canal du taux d'intérêt joue un rôle clé dans la transmission des impulsions monétaires à l'économie réelle. La banque centrale d'un pays est, en principe, capable de déclencher expansionniste et les effets restrictifs de l'économie réelle, en faisant varier le taux des fonds fédéraux, et donc à court terme le taux d'intérêt nominal. Cependant, il est difficile d'expliquer comment, avec ce canal, une banque centrale pourrait cible relativement stable et faible taux d'inflation d'une période de temps plus longue.
Bien que les changements de la banque centrale de la politique de taux d'intérêt peuvent affecter des taux d'intérêt commerciaux assez rapidement, il peut y avoir un décalage significatif avant que ces changements influent sur les dépenses et l'épargne des décisions, à son tour, avoir un impact sur l'ensemble de la production.

## Histoire
Le canal du taux d'intérêt se situe au fondement du keynésianisme. Il est mis en avant par John Maynard Keynes dans la Théorie générale de l'emploi, de l'intérêt et de la monnaie (1936). Ce mécanisme domine le modèle IS/LM, qui fait évoluer l'investissement en sens inverse du taux d'intérêt : une hausse des taux rend l'argent plus cher, et donc l'investissement moins rentable, ce qui réduit la production, et vice versa.
Comme le relève Frederic Mishkin (1996), la théorie keynésienne soutenait que ce canal avait un impact sur les entreprises principalement ou seulement ; des recherches ultérieures ont toutefois montré que les ménages (dans leurs décision de crédit immobilier notamment) étaient également affectés.

## Effets

### Effet de substitution
Le changement des taux d'intérêt influe sur le comportement des agents économiques. Une hausse des taux les incite normalement à épargner plus, et donc à consommer moins, car le rendement de leur épargne se trouve plus élevé. Les entreprises sont aussi moins enclines à investir. L'inverse est vrai lors d'une baisse des taux.

### Effet revenu
Une augmentation des taux conduit à modifier les revenus des agents. Un agent économique endetté voit son pouvoir d'achat diminuer lorsque la charge de son endettement augmente ; l'inverse est vrai pour le créancier.

### Effet richesse
L'effet richesse désigne, tout d'abord, l'effet produit par une hausse du taux d'intérêt sur l'évolution des actifs. Cela produit, pour les obligations par exemple, une baisse de la valeur de l'actif.

### Répercussions
L'utilisation des taux directeurs a des effets en chaîne sur plusieurs taux d'intérêt. D'abord, ces taux se répercutent sur les taux interbancaires, c'est-à-dire les taux auxquels les banques commerciales se prêtent de la monnaie centrale (par exemple, le taux Eonia). Ce taux est toujours inférieur au taux de prêt marginal, car il serait irrationnel pour les banques de payer plus à une autre banque concurrente qu'à la banque centrale. Les fluctuations des taux interbancaires se répercutent ensuite sur les taux auxquels les banques accordent du crédit.

## Analyses

### Actualité du canal
Une étude empirique de John Taylor (1995) montre que le canal du taux d'intérêt est empiriquement effectif, car il joue fortement sur les dépenses de consommation et d'investissement des ménages.
Il crée ainsi la règle de Taylor, qui considère les taux d'intérêt de la banque centrale comme une fonction de l'inflation, et une mesure de l'activité économique. Plus précisément, le taux des fonds fédéraux est égale à long terme taux d'intérêt réel, plus le taux actuel d'inflation, plus les coefficients multiplié par les écarts entre le réel et la cible d'inflation et les écarts entre le réel et le potentiel de production. Cette règle peut servir comme un dispositif pour les décisions de politique lorsque l'objectif de la banque centrale est de parvenir à la stabilité des prix. Par exemple, lorsque le taux d'inflation dépasse sa cible, la règle recommande une augmentation du taux d'intérêt.
Le canal du taux d'intérêt serait d'autant plus important que le canal du crédit, lui, serait devenu moins efficace ces dernières années. Les travaux de Ramey en 1993, puis de Meltzer en 1995, montrent que le déclin de l'activité bancaire, dû à la désintermédiation, a comme bouché le canal du crédit, conférant une importance plus grande au canal du taux d'intérêt.

### Effectivité au taux plancher zéro
Le canal du taux d'intérêt est activable même dans les situations où le taux d'intérêt nominal a atteint le taux plancher zéro. En effet, dans une telle situation, c'est par le biais des anticipations que la politique fait effet : l'augmentation de la masse monétaire fait augmenter l'anticipation de hausse des prix, qui augmente l'inflation anticipée, qui réduit les taux d'intérêt réels, augmentant l'investissement et le PIB (M ↑⇒ Pe↑⇒πe↑⇒ ir↓⇒ I ↑⇒ Y ↑).

## Débats et critiques

### Effet sur le coût du capital
Le canal du taux d'intérêt suppose que la baisse des taux d'intérêt (ou leur hausse) a pour effet de réduire (renchérir) le coût du capital, sans quoi l'évolution du taux ne se transmet pas aux taux d'emprunt et l'investissement ne peut plus augmenter (baisser). Or, une étude de 1995 de Ben Bernanke et Mark Gertler montre que les études empiriques ont le plus grand mal à identifier une relation véritable entre l'évolution des taux d'intérêt et le coût du capital.

### Effet sur les taux d'intérêt à long terme
Un autre problème que les économistes rencontrent est l'hypothèse que la politique monétaire a sa plus forte influence sur les taux à court terme, tels que le taux des fonds fédéraux. Puisque ce taux est un taux au jour le jour, la politique monétaire a un impact relativement faible sur le taux réel à long terme et sur les achats durables des actifs. Enfin, ce mécanisme néglige les activités de crédit du système bancaire.
Cette lacune a stimulé d'autres mécanismes de transmission de la politique monétaire, en particulier le canal du crédit. Ce canal ne doit pas être considéré comme une alternative unique au mécanisme du taux d'intérêt, mais plutôt comme un ensemble de facteurs qui renforcent et transmettent les effets de taux d'intérêt.